# Joyce Lomalisa
Joyce Lomalisa Mutambala (18 giugno 1993) è un calciatore della Repubblica Democratica del Congo, difensore del Vita Club.

## Carriera

### Nazionale
Ha esordito con la Nazionale nel 2015.

## Palmarès

### Club

#### Competizioni nazionali
- Linafoot: 1

Vita Club: 2014-2015